# Liss Eriksson

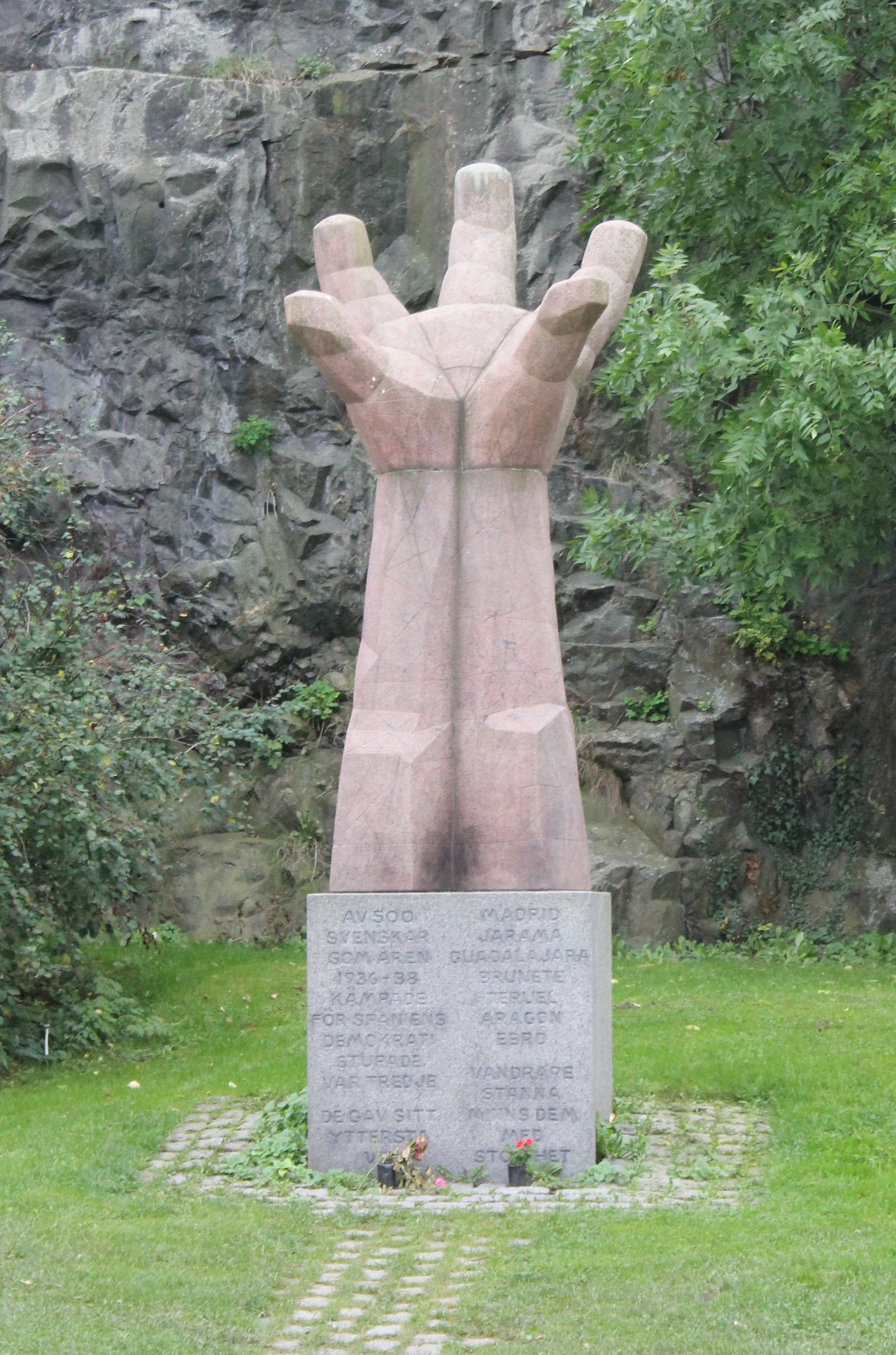
La Mano, röd granit, på Katarinavägen i Stockholm, till minne över de svenskar som dog i spanska inbördeskriget.

Liss Eriksson, född 31 augusti 1919 i Maria Magdalena församling, Stockholm, död där 19 juli 2000, var en svensk skulptör.

## Utbildning och levnad
Liss Eriksson föddes i Stockholm som yngste son till skulptören Christian Eriksson och Ebba Dahlgren och växte upp i faderns ateljéfastighet Nederland mindre 9 vid Maria Prästgårdsgata på Södermalm i Stockholm, där han själv bodde och arbetade från 1951. Han började studera för att bli arkitekt vid Norrköpings tekniska gymnasium 1938, men avbröt studierna året därpå. Istället studerade han vid Konsthögskolan i Stockholm 1939–1944 (för Nils Sjögren och Eric Grate).
År 1947 deltog Liss Eriksson tillsammans med bland andra Arne Jones i utställningen Ung Konst på Färg och Form, som blev upptakten för konstnärsgruppen 1947 års män. Därefter reste han till Paris tillsammans med sin fästmö och blivande hustru konstnären Britta Reich-Eriksson (1918–2014) och studerade för Jean Osouf och Henri Laurens och blev kvar där till 1951.
Liss Eriksson är gravsatt i minneslunden på griftegården i Lilla Aska i Linköpings pastorat.

## Offentliga verk i urval
- Faster (1944), granit, Västertorps skulpturpark i Stockholm, i brons vid Rackstadmuseet i Arvika och i Liljekvistska parken i Borlänge
- Bal de nuit (1947), brons
- Sittande man (1947), brons
- Katalanskan (1948-52), stengods, Värmlands Museum i Karlstad, i kalksten, i brons vid Rosenlundsgatan i Stockholm
- Negerboxaren (1949), brons, Västmanlands läns museum i Västerås
- Kulstötaren, Värmlands Museum i Karlstad
- La Pucelle även kallad Den lilla havsfröken (1950), Lidingö
- Mor och barn (1952), Eskilstuna[var?], i parken vid Norrköpings konstmuseum
- Mor och barn (1956), Skultorp, i parken vid Skultorps bibliotek, inköpt av dåvarande Skultorps landskommun
- Nonstop (1955), emalj, rostfritt stål och koppar, Mimerporten, Västerås
- Dispyt (omkring 1964), Skövde skänkt till staden av Skövde sparbank
- Violoncellen (1965), brons, Sommarvägen 11 i Dalbo i Växjö
- Mårten (1968), röd granit, Malmö samt Norrmalm i Stockholm och i brons (1971), Kyrkogatan i Arvika
- Fågelmannen (1971), brons, Torget i Arvika
- Järnpojke (1967), järnsmide, Finska kyrkans gård i Gamla stan, Stockholm
- Élaine-skulpturer:
  - Élaine I (liggande), brons, i Sunne, i Boulognerskogen, Skövde och i Kronoparken, Karlstad
  - Élaine II (sittande), på Blasieholmen i Stockholm, och i Eksjö
  - Oskuld (1954), brons, Lidingö, Norrköping och Västertorps skulpturpark i Stockholm
- Huset (1961), järnsmide, Kobjerstorget i Lund
- Dopfunt av slipat kristallglas (1961), Adolf Fredriks kyrka i Stockholm
- La Mano (1977), röd granit, Katarinavägen i Stockholm (huggen tillsammans med bildhuggaren Göran Lange)
  - La Mano i brons i mindre skala finns placerad utanför Kulturhuset i Skövde
- Paret (1973), brons, Djurgården i Stockholm
- Mor och barn (1975), brons, Karolinska universitetssjukhuset i Huddinge
- Hjalmar Branting, byst i Kramfors Folkets Hus
- Ögat (1989), brons, Sigmatorget i Västerås, Stadshusets entré i Arvika
- Meditativ gestalt (1989), brons, Västerås domkyrka, vid Rackstadmuseet i Arvika och vid Allhelgonagatan i Kortedala i Göteborg
- Korsgestalt, krucifix (1977), brons, Stora Sköndals församlingshem, Stockholm
- Manlig torso, brons, hamnen i Arvika
- Duo (1993), brons, utanför tidigare A7 i Visby
- Källan, Stockholm[var?]
- Kärleken är oskattbar (1990), brons, utanför Skatteverket i Visby
- Porträtthuvud av Ivo Cramér (1996), Dansmuseet i Stockholm
- På spången (1998), brons, Badstrandsvägen, Stora Essingen, Stockholm

- Eriksson finns representerad vid bland annat Nationalmuseum[5] i Stockholm, Norrköpings konstmuseum[6], Värmlands museum[7] och Kalmar konstmuseum[8].

## Fotogalleri

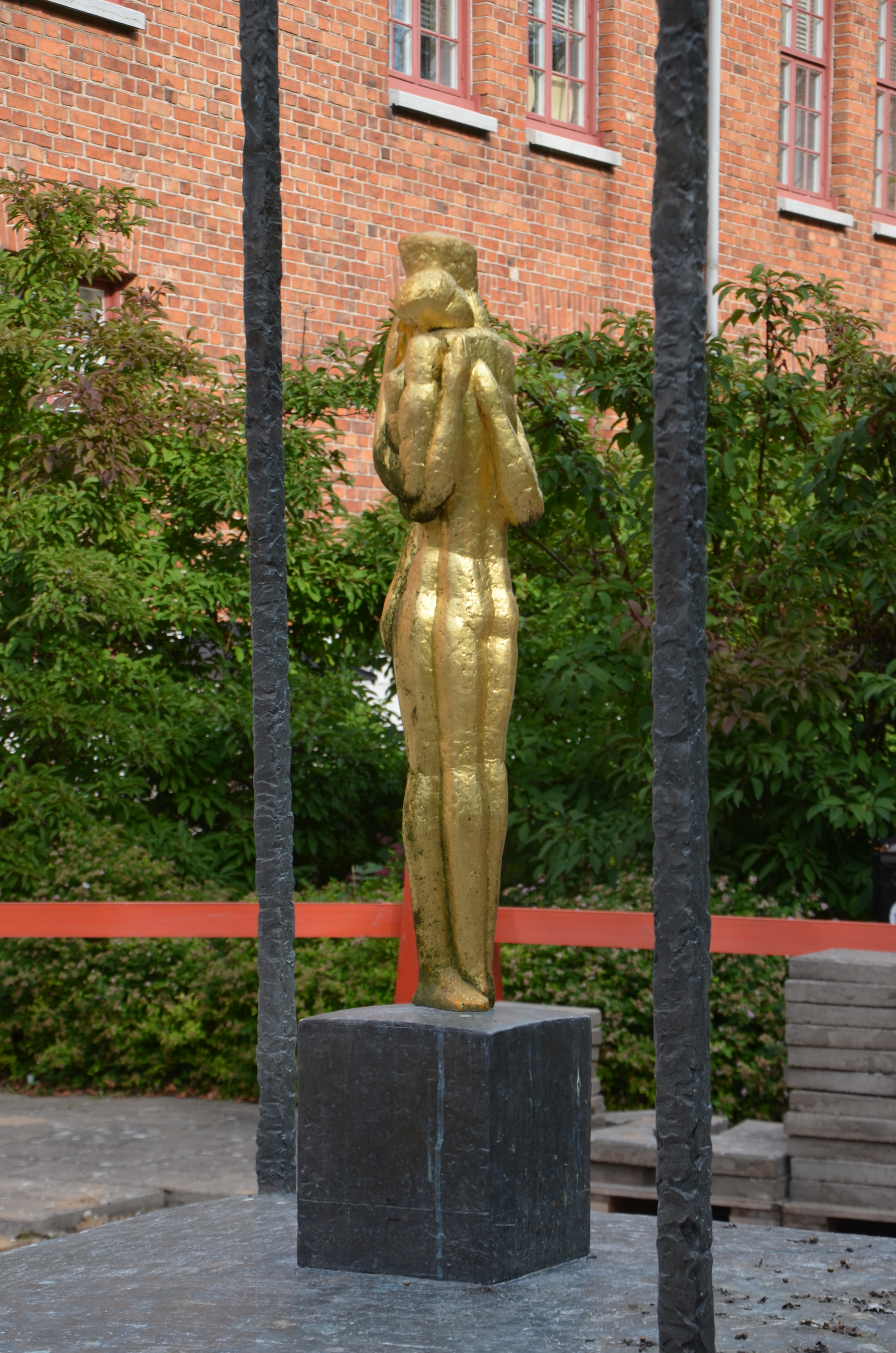
Duo i Visby
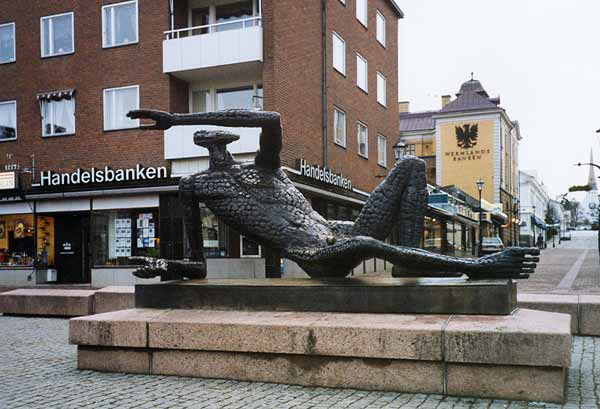
Fågelmannen i Arvika
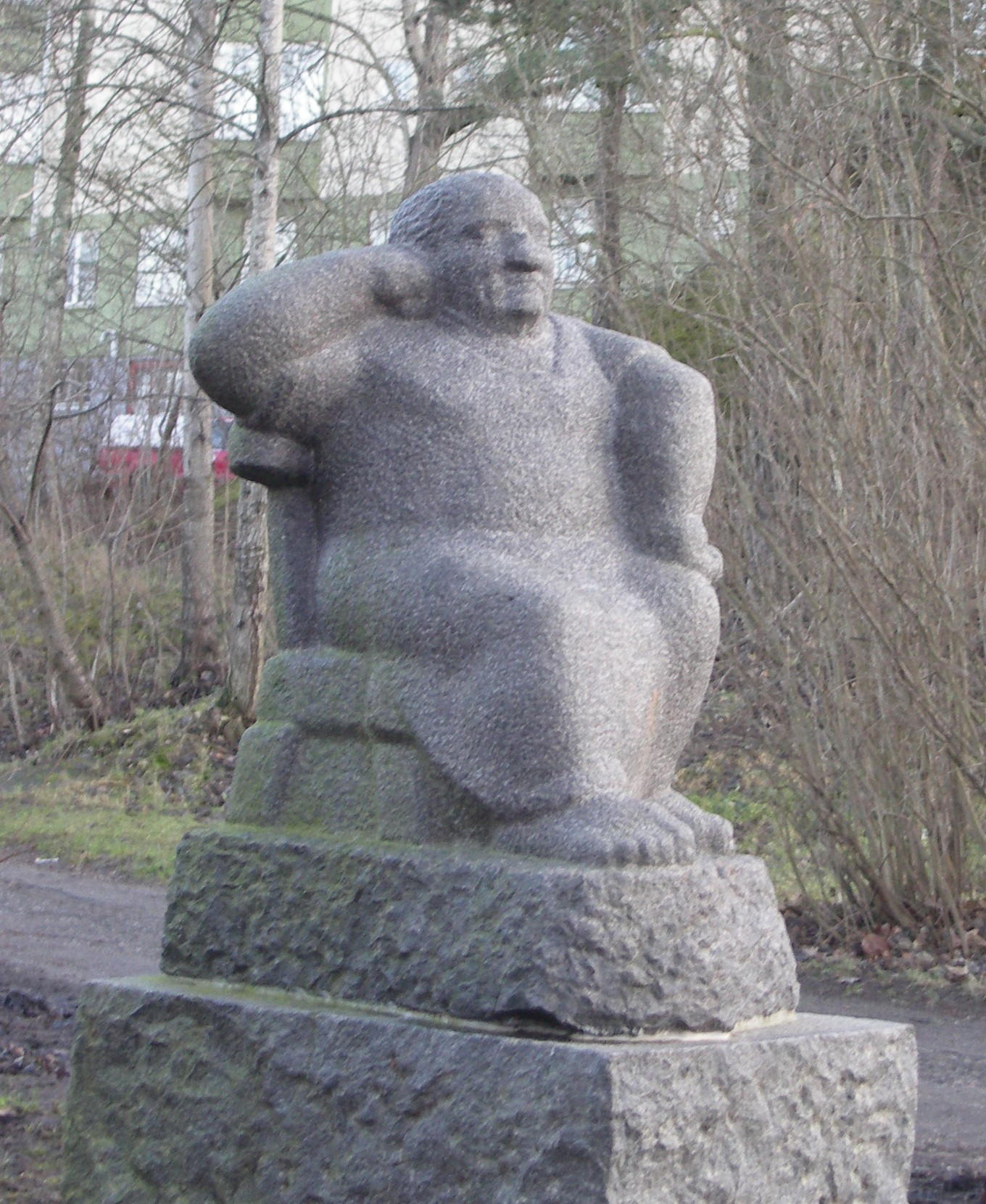
Faster, granit, Västertorps skulpturpark, Stockholm.
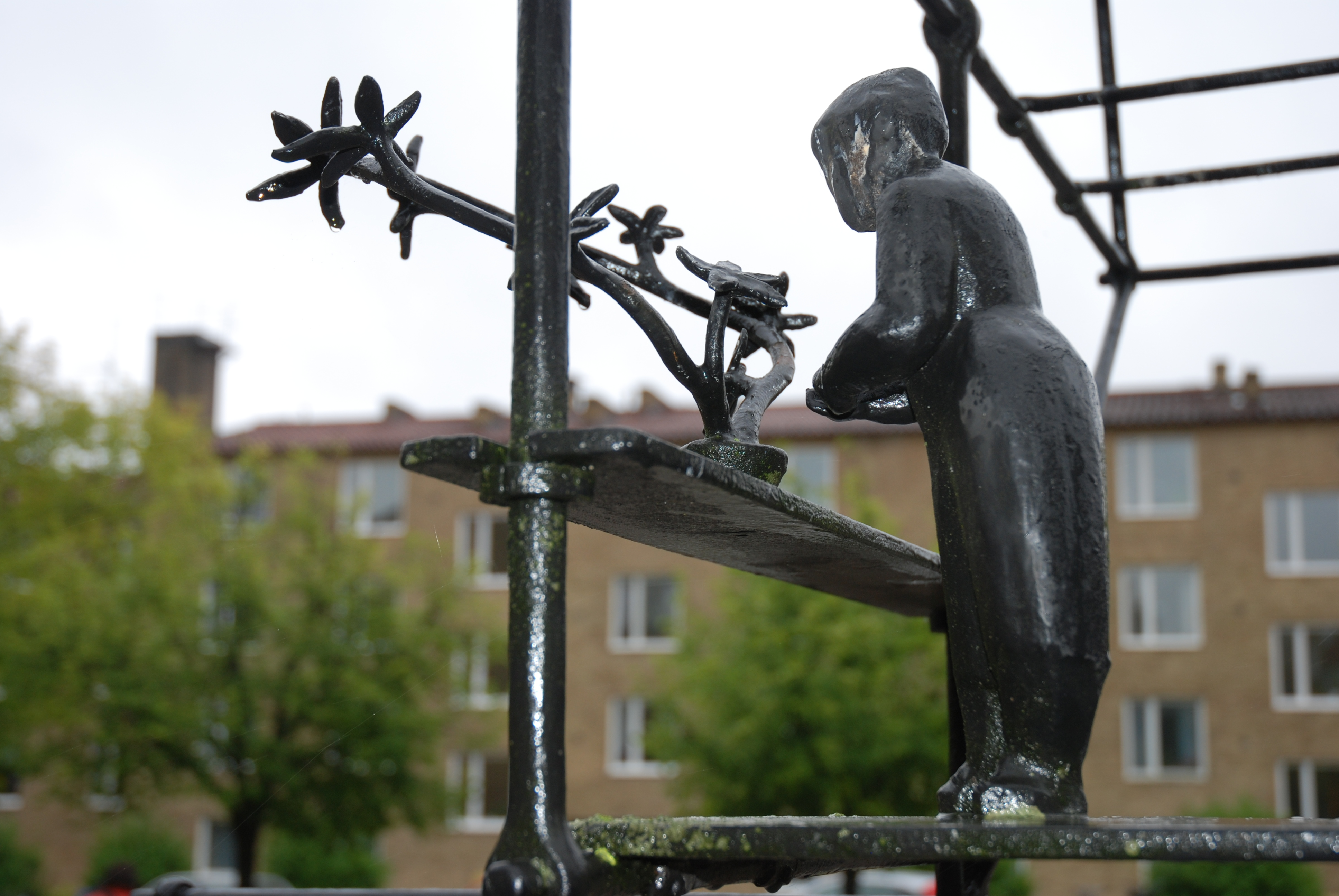
Kvinna vattnar blommor, detalj av Huset, Kobjerstorget, Lund.
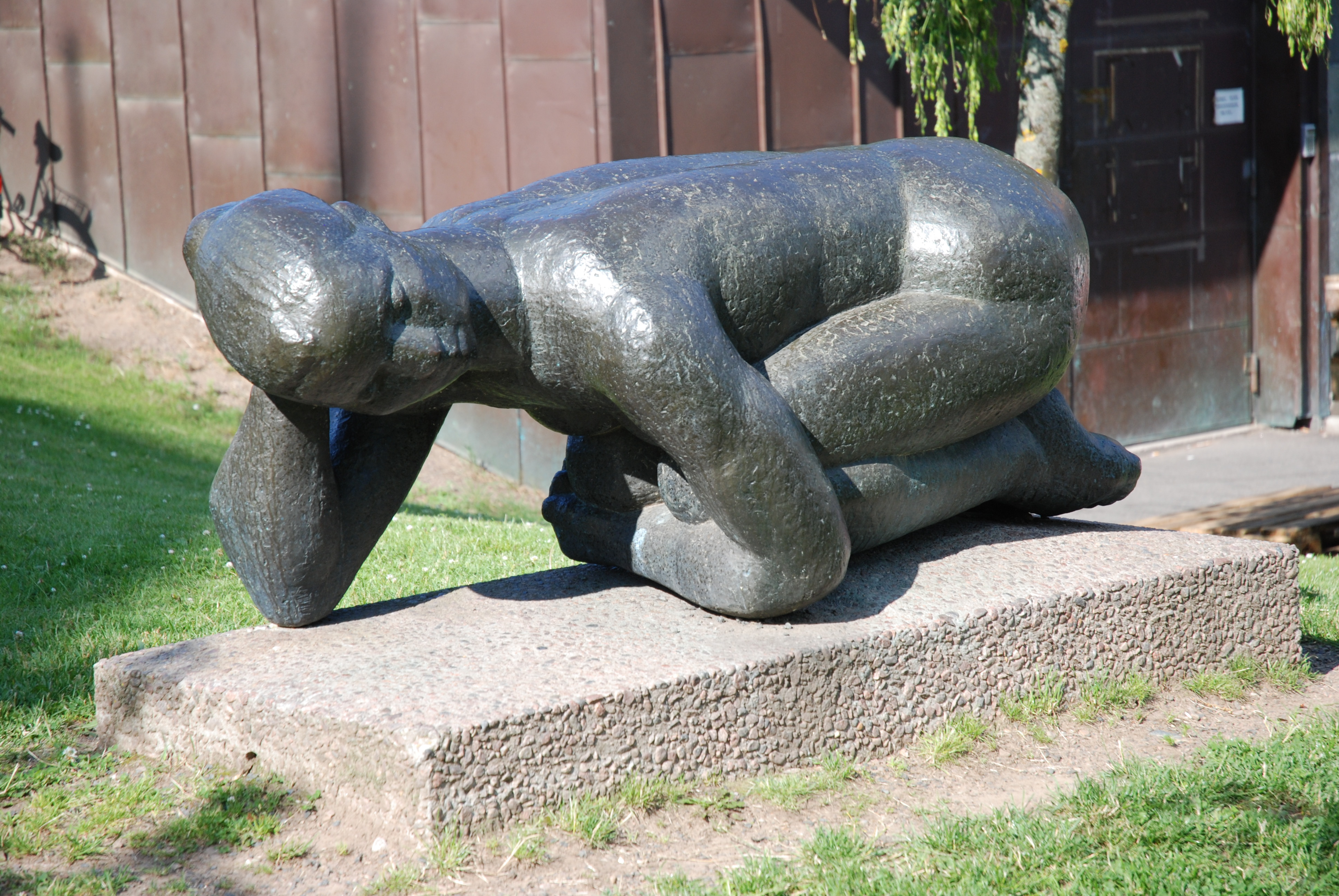
Élaine I i Skövde.

## Fotnoter
1. 1 2 3 4  Maria Magdalena kyrkoarkiv, Födelse- och dopböcker, huvudserie, SE/SSA/0012/C I a/35 (1919-1920), bildid: 00014981_00087, sida 50, födelse- och dopbok, läs online, ”394,sep,1,1...Liss”.[källa från Wikidata]
2. ↑  Union List of Artist Names, 5 maj 2005, ULAN: 500033514, läst: 14 maj 2019.[källa från Wikidata]
3. ↑  Sveriges Dödbok 1901–2009, DVD-ROM, Version 5.00, Sveriges Släktforskarförbund (2010).
4. ↑  SvenskaGravar
5. ↑  Nationalmuseum
6. ↑   Norrköpings konstmuseum : katalog. Norrköpings konstmuseum. 2000. ISBN 91-88244-22-9. OCLC 186037488. https://worldcat.org/oclc/186037488. Läst 5 juni 2020
7. ↑  Värmlands museum
8. ↑  ”Kalmar konstmuseum”. Arkiverad från originalet den 2 december 2017. https://web.archive.org/web/20171202052850/http://konstdatabas.designarkivet.se/index.php/Detail/Object/Show/object_id/2421. Läst 1 december 2017.